# Ridin'
«Ridin’» es el segundo sencillo del álbum debut del rapero Chamillionaire titulado The Sound of Revenge. Lanzado durante mes de marzo de 2006 en Estados Unidos y Canadá.

## Información de la Canción
La canción Ridin' fue escrita por H. Seriki y Anthony Henderson, y producida por Play-N-Skillz. La letra de la canción habla sobre el racismo, lo que quizá ayudó a que el sencillo se convirtiera en un gran hit dentro de los Estados Unidos, llegando al número uno del Billboard Hot 100 durante dos semanas, y fue número tres en el Hot Digital Songs, mientras que en el top 50 de descargas en Canadá, el sencillo llegó hasta el puesto número ocho. El sencillo incrementó las ventas del álbum The Sound of Revenge y recibió la certificación de disco de oro en los EE.UU. lo que equivale a más de 500,000 de copias vendidas. 
La canción ha sido bien recibido por el público. Ha tenido un éxito en la radio, y en los programas vídeo musicales de TRL (MTV) y BET's 106 & Park, además de ser considerado por MTV como el mejor vídeo rap del 2006 y ganando un MTV vídeo music award.
El tema fue parodiado por Weird Al Yankovic en la canción White & Nerdy.

## Posicionamiento
| Listas (2006)                         | Posición |
| ------------------------------------- | -------- |
| Canadá Hot Digital Singles            | 8        |
| U.S. Billboard Hot 100                | 1 (2 sm) |
| U.S. Hot Digital Songs                | 3        |
| U.S. Pop 100                          | 3        |
| U.S. Pop 100 Airplay (Radio)          | 4        |
| U.S. Hot R&B/Hip-Hop Singles & Tracks | 7        |
| U.S. Hot Rap Tracks                   | 2        |
| U.S. Rhythmic Top 40                  | 1 (1 sm) |
| U.S. Top 40 Mainstream                | 6        |

### Trayectoria en las Listas
| Posición | 88 | 73 | 57 | 36 | 27 | 21 | 17 | 13 | 12 | 4 | 4 | 4 | 3 | 1 | 1 | 2 | 4 | 5 | 7 | 7 |

| Predecesor: "SOS" de Rihanna | Sencillo número uno en el Billboard Hot 100 3 de junio de 2006 | Sucesor: "Hips Don't Lie" de Shakira con Wyclef Jean |